# Konstantinos Kokkinakis
Konstantinos Kokkinakis, detto Kostas (in greco Κωνσταντίνος Κοκκινάκης?; Giannina, 9 ottobre 1975), è un pallanuotista greco.